# Подорожник середній
Подорожник середній (Plantago media) — багаторічна рослина роду подорожник (Plantago).

## Ботанічний опис
Багаторічна трав'яниста рослина висотою до 60 см.
Стебло безлисте. Листки зібрані у прикореневу розетку, яйцеподібні або еліптичні, іноді яйцеподібно-ланцетні, з цілісним краєм або зубчасті. Черешки широкі, короткі, у 3-10 разів коротші від листової пластинки, у тіні довші, іноді майже рівні їй.
Квітконіжки 15-70 см заввишки, у основі висхідні, запушені притиснутими волосками. Суцвіття 2-8 см завдовжки, циліндричні, густі. Чашолистки 1,5-2 мм завдовжки, яйцеподібно-еліптичні або еліптичні, плівчасті.
Плід — коробочка 2-3 мм завдовжки, з 2-6 насінинами.

## Поширення
Росте у Європі, Сибіру, Передній та Середній Азії. В Україні поширений повсюдно.
Росте на луках, на трав'янистих схилах, у розріджених лісах та вздовж доріг.